# Viktor Mazyrine
Viktor Mazyrine (en russe : Виктор Александрович Мазырин ; 30 mai 1859, Alatyr - 1919, Moscou) est un architecte russe, maître du modern et de l'éclectisme, auteur de l'hôtel particulier Arseni Morozov, situé au no 16 de la rue Vozdvijenka à Moscou.

## Biographie
Viktor Mazyrine naît le 30 mai 1859 à Alatyr, dans le gouvernement de Simbirsk, dans la famille d'Alexandre Efimovitch Mazyrine, d'origine noble, médecin du 4e bataillon de réserve du régiment d'infanterie de Souzdal. Son père meurt alors que Viktor est encore très jeune et jusqu'à 9 ans, c'est sa mère Féodossia Ivanovna qui l'élève.
En 1868, sa mère envoie son fils étudier au gymnasium pour garçons de Nijni Novgorod où il vit en pension. Sa mère Féodossia meurt, alors que Viktor est encore au gymnase et c'est une tante paternelle qui prend en charge sa tutelle et lui rend visite occasionnellement à Nijni Novgorod. Pendant ses études au gymnase, Viktor reçoit le surnom de Antchoutka (qui signifie diable, démon) du fait de son apparence physique particulière (peau basanée, cheveux ondulés noirs, nez busqué) et de son attirance pour la mystique et le surnaturel. Il a gardé ce surnom sa vie durant.
Après avoir obtenu son diplôme en 1876, Viktor Mazyrine se rend à Moscou où il passe l'examen d'entrée et est admis à l'École de peinture, de sculpture et d'architecture de Moscou. Il y suit les cours de science, de peinture de dessin et d'architecture. Il avait comme condisciples à cette époque Fiodor Kolbe (ru), Flégont Voskressenski (ru), Anatoli Gunst (en), Sergueï Malioutine, Nikolaï Stroukov (ru), Adolf Erichson, Constantin Korovine ; avec ce dernier, il se lie d'une amitié qui se poursuivra après leurs études à l'école de peinture. Korovine expliquait le surnom de son ami Antchoutka d'une autre manière : « C'est parce qu'il ressemble à une fille. S'il porte un foulard de femme, on dirait une fille ». En 1882 , Viktor Mazyrine termine ses études avec le titre d'architecte diplômé. Il participe alors à des conceptions de plusieurs bâtiments d'expositions : en 1889, le pavillon de la Russie à l'Exposition universelle de Paris de 1889 à Paris, en 1891, le pavillon de l'Exposition d'Asie centrale à Moscou, en 1894, le pavillon de la Russie à l'Exposition universelle d'Anvers.
Viktor Mazyrine entretenait également des liens d'amitiés avec l'historien Ivan Tokmakov (ru), le peintre Valentin Serov ou le chanteur Fédor Chaliapine. Il participait aux activités des cercles de l'élite culturelle de Moscou et était proche de Viktor Vasnetsov, d'Alexander Gustav Hausch (de), d'Igor Grabar, de Maxime Gorki, d'Alexandre Kouprine et d'autres encore. Mazyrine était un grand passionné de l'Orient, de la mystique et du spiritisme ; il se considérait comme l'une des réincarnations des constructeurs des pyramides d'Égypte. Il voyage beaucoup : deux fois en Égypte, visite le Japon et plusieurs pays européens. De ses voyages, il revient avec des croquis et des photos de différents édifices et d'éléments architecturaux,.
Lors de l'exposition universelle d'Anvers en 1894, Mazyrine rencontre Arseni Morozov, cousin du marchand et mécène russe Savva Morozov. Arseni Morozov avait en commun avec Mazyrine des vues très originales en architecture ; il propose à ce dernier de concevoir les plans de sa nouvelle maison. Pour trouver l'image de celle-ci, le client et l'architecte voyagent ensemble en Europe. En visitant Sintra au Portugal, ils sont tous deux impressionnés par le Palais national de Pena (Palácio da Pena), construit sur la colline de Cruz Alta (Serra de Sintra), non loin du centre de la ville. À son retour à Moscou, Arseni Morozov commande à Mazyrine la construction d'un hôtel particulier dans le style manuelino caractéristique du Portugal et de la ville de Sintra. La première pierre de l'immeuble de Morozov est posée en 1897 à la rue Vozdvijenka par la fille aînée de l'architecte, Lida, ballerine au Théâtre Mariinsky. La construction a pris trois ans et a apporté à Mazyrine une gloire phénoménale. Le bâtiment se démarquait nettement parmi les constructions de Moscou avec ses formes bizarres et sa décoration sophistiquée. Réalisé dans des formes propres à la fin de l'éclectisme, ses plans libres et ses détails décoratifs étaient proches des réalisations architecturales de l'époque modern,. Mazyrine réaménage également en 1894 l'hôtel particulier de Mikhaïl Morozov, cousin d'Arsène Morozov.
Dans les années 1910, deux maisons de rapport ont été réalisées suivant un projet de Mazyrine en style modern, l'une chemin Podsosensky et l'autre à la rue Machkov. Le style était de modernisme strict et tardif, et malgré leur simplicité extérieure, elles se distinguaient par leur apparence artistique mémorable.
Viktor Mazyrine est mort de la fièvre typhoïde en 1919, et a été inhumé à Moscou au cimetière Piatnitskoïe.

## Projets et réalisations

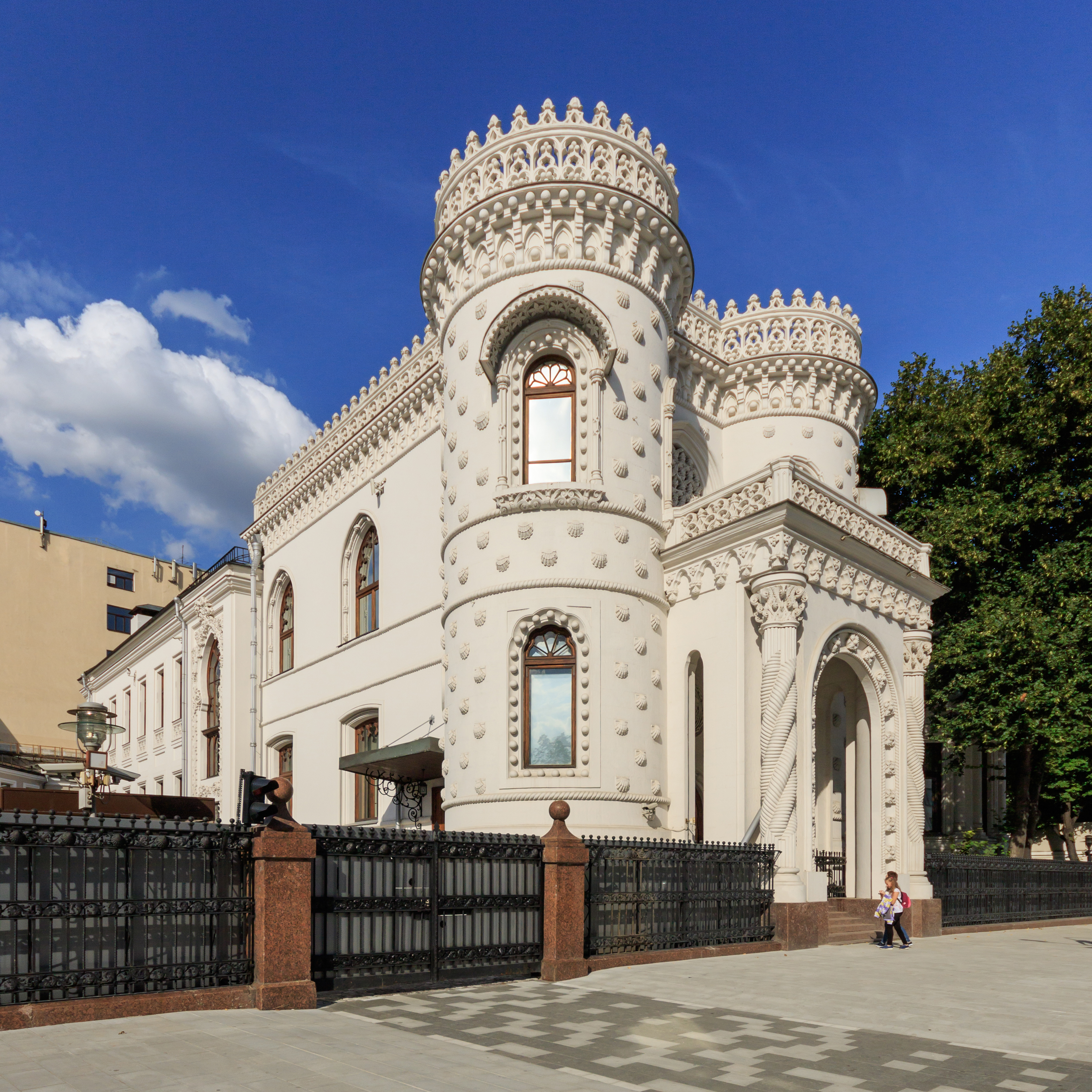
Hôtel particulier Arseni Morozov à Moscou

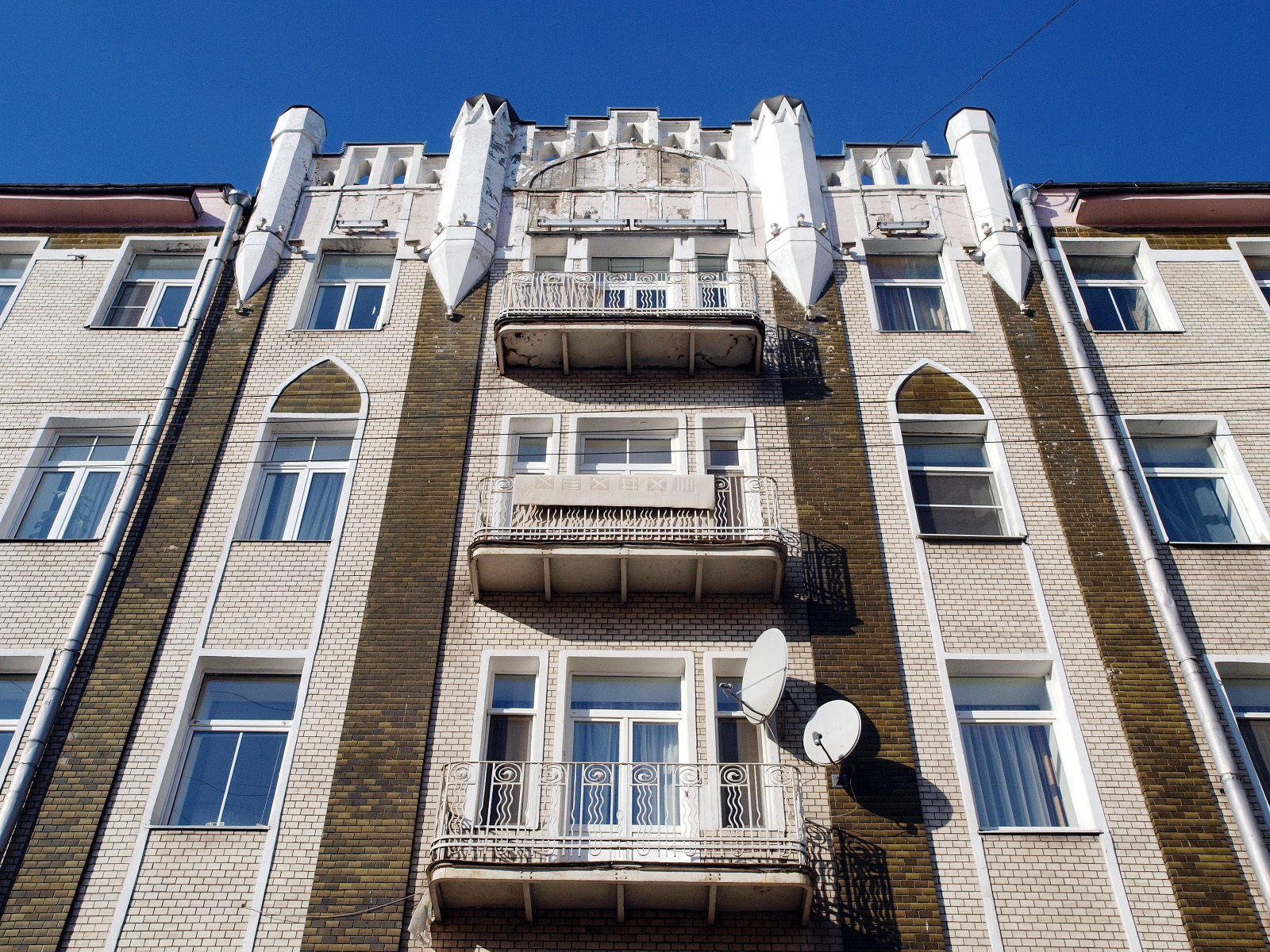
Maison de rapport F. Kononovoï, Oulitsa Machkova, Moscou

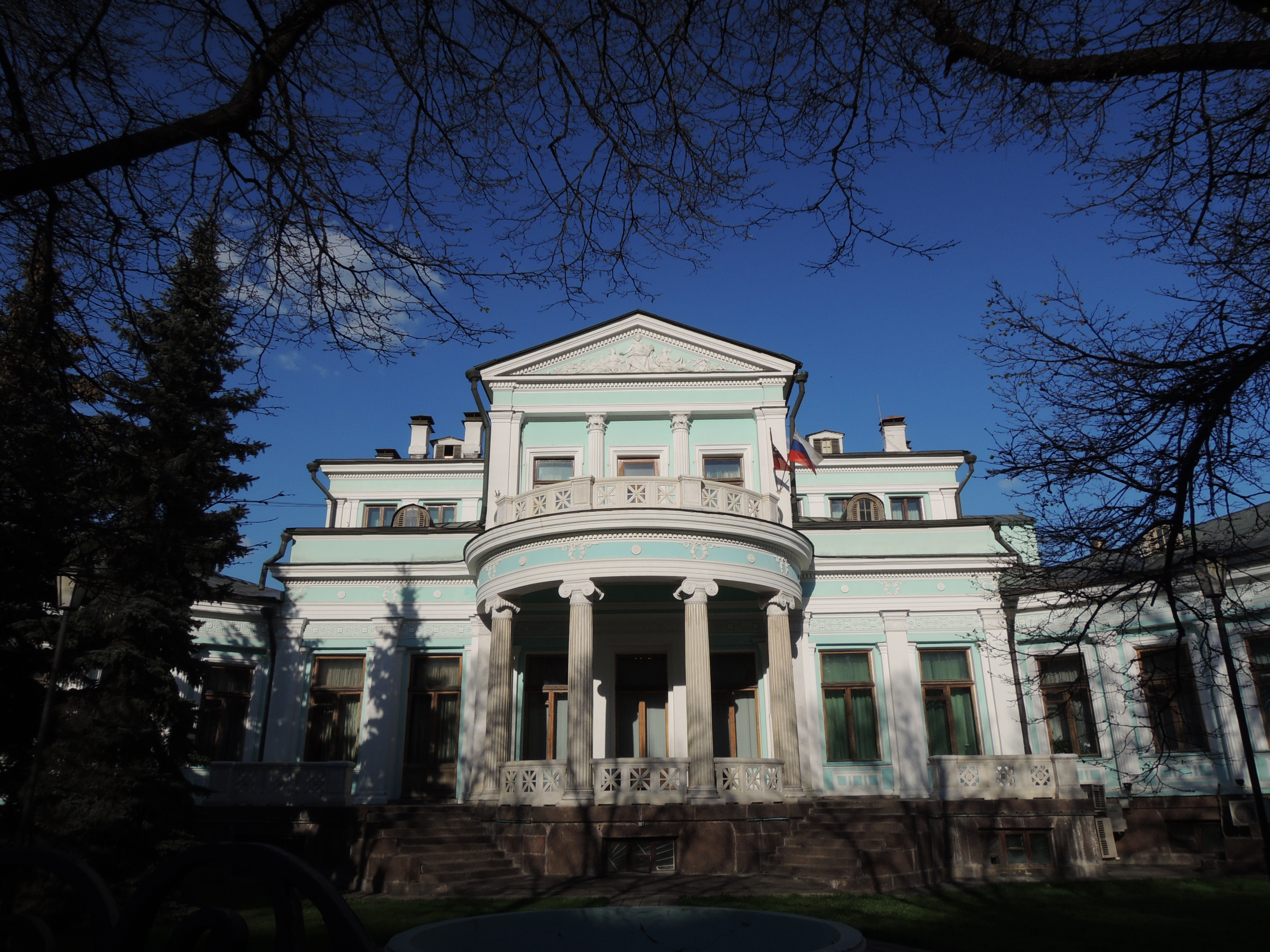
Hôtel particulier Margarita Morozova au boulevard de Smolensk à Moscou

- Réaménagement d'une maison de rapport au monastère Nikitsky (1883, Moscou, Grande rue Nikitskaïa , 9/15, p. 1)[6] ;
- Bâtiment dans la propriété du mécène Ivan Tokmakov Oleiz (avant 1883, Crimée) ;
- Participation à la conception et la décoration du pavillon russe de l'Exposition universelle de Paris de 1889 (1889, Paris), qui n'a pas été conservé ;
- Transformation de la maison de rapport de N. Tcherneva (1890, Moscou, ruelle médiane Kislovski, 2) ;
- Reconstruction de l'hôtel particulier de Mikhaïl Morozov et Margarita Morozova (hall égyptien, salle mauresque, écuries et hangar à voiture) (1890, Moscou, Boulevard de Smolensk, 26/9) ;
- Reconstruction d'une maison de rapport (1890-1892, Moscou, Rue Bolchaïa Nikitskaïa, 9/15, p. 1)[7] ;
- Participation à la construction et à la décoration du pavillon de l'exposition d'Asie Centrale (1891, Moscou), non conservé ;
- Hôtel particulier de Varvara Morozova, réalisé ensemble avec l'architecte Roman Klein (ru) (1891, Moscou, Oulitsa Vozdvijenka, 14, p. 1), héritage culturel régional[7] ;
- Pavillon russe de l'exposition universelle d'Anvers (1894), non conservé ;
- hôtel particulier Arseni Morozov avec une annexe professionnelle, une clôture et un porche (1894-1899, Moscou, Oulitsa Vozdvijenka, 16), héritage culturel de niveau fédéral[7] ;
- Restructuration de la maison de rapport (1903, Moscou, Rue du bois (Moscou), 55, p. 1)[8] ;
- Reconstruction d'une partie de l'autel et extension de la cathédrale Saint-Nicolas (1903-1904, Naro-Fominsk, rue général Efremov, 2), héritage culturel de signification fédérale ;
- Propriété Fédor Chaliapine (corps de logis, écuries, granges), ensemble avec Constantin Korovine, Valentin Serov (1904-1905, Ouezd Pereslavksi, Gouvernement de Vladimir), n'a pas été conservée ;
- Restauration de l'église (1905, Kountsevo) ;

- Maison de rapport A. Frolov (1908-1910, Moscou, Impasse Fourmany, 20) ;
- Maison de rapport A. Frolov-I Dournova (1909-1914, Moscou, rue Machov, 21) ;
- Maison de rapport Frolov (1910—1914, Moscou, Rue Baumanskaïa, 23) ;
- Restauration de la Maison Pertsov (1918, Moscou, passage Soïmonovski, 1).

## Liens familiaux
- Fille : Lidia Mazyrina était ballerine au Théâtre Mariinsky.
- Gendre : Adrian Chapochnikov était un compositeur de musique.
- Fils : Mikhaïl Viktorovitch Mazyrine (6.11.1902-?).
- Épouse : Varvara Guennadievna Mazyrina.

## Souvenirs
En 1995 à la demande personnelle du petit-fils de l'architecte Ivan Andrianovitch Chapochnikov, le sculpteur Igor Zamedianskia créé une plaque commémorative en l'honneur de Viktor Mazyrine qui se trouve apposée sur les murs de l'hôtel particulier Arseni Morozov (Moscou, rue Vozdvijenka, 16).